# ADCC Submission Fighting World Championships 1998
I Mistrzostwa Świata ADCC – inauguracyjny turniej Abu Dhabi Combat Club w submission fightingu, który odbył się w dniach 20–22 marca 1998 roku w Abu Zabi (Zjednoczone Emiraty Arabskie).

## Wyniki
| Kategoria:  | Złoto:               | Srebro:                 | Brąz:                |
| 65 kg       | Alexandre De Freitas | Robin Gracie            | Aleksandier Pławski  |
| 77 kg       | Renzo Gracie         | Luis Brito              | Fabiano Iha          |
| 88 kg       | Rodrigo Gracie       | Karіmuła Barkałajew     | Ahmed Faraj          |
| 99 kg       | Mário Sperry         | Ricardo Alves           | Bueau Hershberger    |
| ponad 99 kg | Ricco Rodriguez      | Sean Alvarez            | Simon Siasi          |
| Absolute    | Mário Sperry (99 kg) | Ricardo Morais (+99 kg) | Simon Siasi (+99 kg) |